# Stenosphenus proruber
Stenosphenus proruber är en skalbaggsart som beskrevs av Giesbert och Chemsak 1989. Stenosphenus proruber ingår i släktet Stenosphenus och familjen långhorningar. Inga underarter finns listade i Catalogue of Life.